# Vester Lyby
Vester Lyby er en lille landsby i Midtjylland, beliggende i Lyby Sogn på halvøen Salling. Bebyggelsen ligger i Skive Kommune og tilhører Region Midtjylland.
Den er en mindre vejby, med et par mindre håndværksvirksomheder, et par smålandbrug og nogle enfamilieshuse beliggende vest for Lyby, hvor vejen fra Lyby til Oddense krydser den gamle amtsvej mellem Skive og Nykøbing Mors.
Senere af Sundsøre Kommune udvidet med et industriområde ved primærrute 26, beliggende vest for den oprindelige bebyggelse.
Vester Lyby må ikke forveksles med den tidligere stationsby. Lyby er beliggende ca. en kilometer længere mod øst. 

## Historie
Endnu omkring år 1900 eksisterede bebyggelsen ikke. Først i begyndelsen af det 20. århundrede opstod en spredt bebyggelse langs landevejen og først efter 2. verdenskrig fik denne en tæthed, der gør det rimeligt at tale om en samlet bebyggelse. Først på denne tid fik bebyggelsen navnet "Vester Lyby", mens den oprindelige landsby med dette navn, der var blevet stationsby, i stedet ganske enkelt blev kaldt Lyby. 
I nyere tid er vest for anlagt en ny vej udenom vejbyen. 
|  | Denne artikel om lokaliteten Vester Lyby kan blive bedre, hvis der indsættes et (bedre) billede. Du kan hjælpe ved at afsøge Wikimedia Commons for et passende billede eller lægge et op på Wikimedia Commons med en af de tilladte licenser og indsætte det i artiklen. |

56°38′34″N 8°59′39″Ø / 56.64278°N 8.99417°Ø